# Larus mongolicus
Larus mongolicus és una gavina grossa del complex de les gavines de cap blanc (Larus) que cria a l'interior de l'Àsia oriental.

## Descripció
Larus mongolicus és molt similar als seus parents, el gavià caspi (L. cachinnans) i L. vegae, i també al gavià argentat europeu (L. argentatus), i la identificació requereix un examen acurat del patró de les ales i la muda, i en els ocells joves, dels patrons de les ales i la cua. En pes, d'1,15–1,58 kg per als mascles i de 0,85–1,1 kg per a les femelles, és una mica més pesat que el gavià caspi, però aproximadament el mateix que L. vegae i la subespècie nominal del gavià argentat europeu. El dors i les ales són de color gris neutre amb les puntes de les primàries negres, clarament gris més fosc que el gavià argentat europeu i lleugerament més fosc que el gavià caspi, però aproximadament el mateix que L. vegae. Cap a l'oest de la distribució al nord-oest de Mongòlia, hi ha alguna variació dins de l'espècie, amb un gris més fosc, i més pàl·lid en els ocells del llac Baikal; aquests últims poden ser gairebé tan pàl·lids com el gavià argentat europeu de la subespècie L. a. argenteus. Les potes són rosades en la majoria dels individus, però en alguns, tenyides de groc fins i tot de groc brillant; els ulls són groguencs apagats, de vegades marronosos. El bec és robust, com el gavià argentat europeu i L. vegae, més robust que el gavià caspi.

## Distribució i hàbitat
Larus mongolicus es reprodueix principalment en grans llacs interiors, siguin dolços siguin salins, des de la República d'Altai fins al llac Baikal al centre-sud de Rússia, al nord de Mongòlia i al llac Khanka al nord-est de la Xina; també hi ha una petita població que es reprodueix a les illes de la Mar Groga a l'oest de Corea del Sud, dins de la zona d'hivernada normal. A l'hivern migra cap al sud-est fins a les costes del Japó, la península de Corea, l'est i el sud de la Xina, Taiwan i el nord del Vietnam. Els informes de l'oceà Índic es consideren improbables, i els albiraments afirmats des de l'Índia, el Pakistan i el Golf Pèrsic no són fiables; no hi ha recuperacions d'anellament d'aquesta regió, només de les costes del Pacífic d'Àsia.

## Taxonomia
Larus mongolicus va ser descrita formalment el 1925 per l'ornitòleg rus Petr Sushkin basant-se en exemplars recollits prop del llac Üüreg, al nord-oest de Mongòlia. La considerava una subespècie de la gavina argentada, que aleshores tenia una visió més àmplia, i va encunyar el nom trinomial Larus argentatus mongolicus.
Quan la gavina argentada es va dividir en diverses espècies més definides, aquesta població mongola es va considerar posteriorment una subespècie de Larus vegae de més al nord, al nord-est de Sibèria, o de la gavina caspi (L. cachinnans) de més a l'oest. El 2024 diferents autoritats la van elevar a un rang d'espècie separat basant-se en la morfologia, ecologia i repertori vocal diferents.
Pot estar més estretament relacionat amb el gavià argentat americà (L. smithsonianus).